# Bod obnovy
Bod obnovy (en txec Punt de restauració) és una pel·lícula de ciència-ficció de thriller cyberpunk del 2023 dirigida pel director txec Robert Hloz a la seva en el seu debut a la direcció. La pel·lícula va ser coproduïda per la República Txeca, Eslovàquia, Polònia i Sèrbia. S'ha doblat i subtitulat al català.
L'estrena de la pel·lícula va tenir lloc durant el Festival Internacional de Cinema de Karlovy Vary de 2023 i va comptar amb la presència del president txec Petr Pavel.

## Argument
L'any 2041, a causa de la desigualtat social i amb l'augment dels crims violents, les persones a Europa central tenen el dret constitucional a ser reviscudes en cas de mort no natural. Quan algú mor violentament, la tecnologia innovadora de Punt de Restauració el ressuscita, sempre que la persona hagi fet una còpia de seguretat de les seves dades cerebrals cada 48 hores. La instal·lació és gestionada per l'Institut de Restauració. La jove detectiva Emma (Em) Trochinowska, una policia ambiciosa i molt respectada, segueix el rastre d'un grup anomenat "Riu de vida" que es rebel·la contra la tecnologia de resurrecció "antinatural" per interrompre la vida civil mitjançant atacs terroristes.
Quan el científic que va desenvolupar la tecnologia de recuperació, David Kurlstat, i la seva dona són assassinats, Em està desconcertada que ell, entre totes les persones, no hagi tingut un punt de recuperació vàlid amb el qual ser ressuscitat.

## Repartiment
- Andrea Mohylová com a Emma 'Em' Trochinowska
- Matěj Hádek com a David Kurlstat
- Václav Neužil com a Agent Mansfeld
- Milan Ondrík com a Viktor Toffer
- Karel Dobrý com a Rohan
- Agáta Kryštůfková com a Dr. Petra Legerová
- Katarzyna Zawadzka com a Kristina Kurlstatova
- Jan Vlasák com a Capità
- Iveta Dušková com a Dudková
- Richard Stanke com a Richard
- Adam Vacula com a Peter Trochinowski
- Jan Jankovský com a Jan Zima

## Producció
Bod obnovy va ser dirigit per Robert Hloz en el seu debut com a director (després dels seus curtmetratges Mlýn, Numbers, Prechodne Vedomi i Liars). El guió va ser escrit per Tomislav Čečka i Zdeněk Jecelín.
L'actor txec de teatre, cinema i televisió i guanyador dels Premis Lleó Txec Karel Dobrý, conegut pel seu paper de vilà Matthias a la pel·lícula Missió: Impossible, de la minisèrie de ciència-ficció Frank Herbert's Children of Dune i la sèrie de televisió Carnival Row, apareix com a Rohan, el cap de l'Institut Punt de Restauració, mentre que Agáta Kryštůfková va ser la seva ajudant. L'actor polonès Tomasz Kot, actor de teatre i cinema conegut per pel·lícules com The Spur, Cold War - The Latitude of Love, A Perfect Enemy i Leave No Traces, té un altre paper protagonista. La nouvinguda Andrea Mohylová va prendre el protagonisme femení, interpretant Emma Trochinowska, o "Em". Matěj Hádek interpreta el cap d'investigació de l'institut, David Kurlstat, que va ser assassinat juntament amb la seva dona, el cas que està investigant Em. Jan Vlasák interpreta el superior d'Em i Václav Neužil apareix com a col·lega d'un altre departament Altres papers inclouen Milan Ondrík com a terrorista fugitiu i Dyblik Lech en un paper menor.
La fotografia principal va tenir lloc a la República Txeca, Eslovàquia i Polònia.

## Llançament
Bod obnovy es va estrenar el 3 de juliol de 2023 al Festival Internacional de Cinema de Karlovy Vary. Les seves projeccions van començar al Festival Internacional de Cinema Fantàstic de Neuchâtel l'endemà. Posteriorment, la pel·lícula també es va projectar al FanTasia a finals de juliol i principis d'agost de 2023.
Bod obnovy es va estrenar als cinemes txecs el 21 de setembre de 2023.
XYZ Films va ser nomenat com a distribuïdor en diversos mercats (inclosos els Estats Units, Canadà, Austràlia, Alemanya o Àustria). La pel·lícula es va estrenar a Netflix i mitjans domèstics el 24 de gener de 2024.

## Recepció

### Resposta crítica
La pel·lícula va ser descrita com el "Blade Runner txec" pels crítics per la seva estètica retro-futurista cyberpunk.
The Guardian va descriure la pel·lícula com una "còpia competent però inconfusiblement sintètica", "unida a partir de tantes parts prestades" i "s'oblida de localitzar el seu propi nucli filosòfic" i va rebre tres de cinc estrelles.

### Reconeixements
| Premi                                                        | Categoria                | Subject    | Resultat |
| ------------------------------------------------------------ | ------------------------ | ---------- | -------- |
| Festival Internacional de Cinema Fantàstic de Neuchâtel 2023 | Competició internacional | Bod obnovy | Nominat  |